# Virginia Slims of Indianapolis 1986
Il Virginia Slims of Indianapolis 1986 è stato un torneo di tennis giocato sul cemento indoor. È stata la 7ª edizione del torneo, che fa parte del Virginia Slims World Championship Series 1986. Si è giocato ad Indianapolis negli USA dal 27 ottobre al 2 novembre 1986.

## Campionesse

### Singolare
Zina Garrison ha battuto in finale  Melissa Gurney con il punteggio di 6–3, 6–3

### Doppio
Zina Garrison /  Lori McNeil hanno battuto in finale  Candy Reynolds /  Anne Smith che si sono ritirate sul punteggio di 4–5.